# جامعة مقديشو
جامعة مقديشو (بالصومالية: Jaamacada Muqdisho)‏ هي مؤسسة غير حكومية وغير ربحية لخدمة التعليم العالي في الصومال تم تأسيسها عام 1997م ويقع المقر الرئيس لها في مدينة مقديشو العاصمة.

## فكرة إنشاء جامعة مقديشو
ترجع فكرة إنشاء جامعة غير حكومية في الصومال إلى عام 1993 م، حين احتمعت كوكبة من أساتذة الجامعات الصومالية، وآخرين من الأكاديميين العالميين في الجامعات العالمية، وبعض الشخصيات البارزة في المجتمع، وكان الدافع الأساسي من فكرة تأسيس جامعة أهلية في البلاد رغم الظروف الصعبة التي كانت تمر بها، كسر قيود اليأس والإحباط، ومساعدة الطلبة الذين أكملوا الدراسات الثانوية ولم يتمكنوا من مواصلة تعليمهم بسبب الحرب الأهلية.
وبعد مناقشات مكثفة عام 1994م توصل المجتمعون إلى ضرروة تكوين لجنة تقوم بدراسة الموضوع وكيفية تحقيق هذا المشروع الطموح.
وفي 9 أغسطس 1996م قدمت اللجنة رؤيتها حول المشروع، وتم النقاش حوله، وقرر المجتمعون في شروع تنفيذ المشروع وأخذ جميع مستلزماته الضرورية من إعداد المناهج واللوائح والأنظمة التي تنظم سير العمل في الجامعة.
وفي 22 سبتمبر 1997م تم افتتاح جامعة مقديشو رسميا، وباشرت الدراسة.

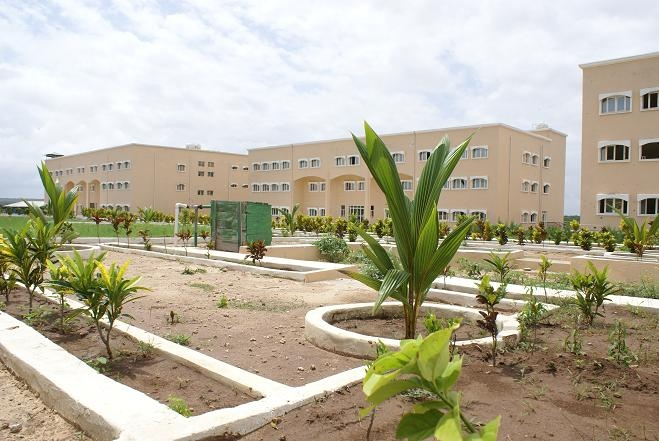

## القبول والتسجيل
تقبل الجامعة كل طالب يحمل الشهادة الثانوية العامة أو ما يعادلها. ويجلس الطلاب لامتحان قبول الجامعة قبل الموافقة النهائية لطلبات الالتحاق.

## الكليات
- كلية الاقتصاد والعلوم الإدارية
- كلية الطب والجراحة
- كلية العلوم الصحية
- كلية الشريعة والقانون
- كلية التربية
- كلية الهندسة
- كلية الحاسوب وتكنولوجيا المعلومات
- كلية العلوم السياسية والإدارة العامة
- كلية الآداب والعلوم الإنسانية

## المراكز والمعاهد
- معهد الدراسات الصومالية[5]
- معهد اللغات العربية
- مركز خدمة المجتمع والتعليم المستمر
- المركز الصومالي للمياه والبيئة
- مركز التدريب الإعلامي

## علاقة الجامعة بالمؤسسات العلمية والثقافية
أولت الجامعة منذ نشأتها اهتماما كبيرا للعلاقات والتواصل بين المؤسسات العلمية، وذلك إيمانا منها بأهمية التواصل والتفاعل البناء بين الشعوب المختلفة من أجل خدمة القضايا الإنسانية المشتركة، ومن ثم فإن هناك تعاونا قويا بين الجامعة وبين عدد من الجامعات العالمية والاتحادات التعليمية والمؤسسات المهتمة بالتعليم بهدف تقوية أواصر التعاون والتكامل في مختلف الأصعدة، وبهذا اكتسبت الجامعة عضويتها في المؤسسات التالية:
1.     اتحاد الجامعات العالمية.
2.    مجلس الجامعات الدولية.
3.     اتحاد جامعات العالم الإسلامي.
4.    اتحاد الجامعات الأفريقية.
5.     اتحاد الجامعات العربية.
6.    رابطة المؤسسات العربية الخاصة للتعليم العالي.
7.     رابطة الجامعات الإسلامي.
8.     رابطة جامعات إيغاد.
وقعت الجامعة اتفاقيات التعاون مع عدد من الجامعات العالمية. ويجري هذا التعاون في المجالات الآتية:
1.    المؤتمرات العلمية.
2.    تبادل الأساتذة.
3.    الأنشطة الطلابية.
4.    الندوات والدورات العلمية التخصصية.
هناك تعاون وتنسيق بين الجامعة وبين عدد من المؤسسات العالمية المهتمة بالتعليم والبحث العلمي مثل:
1.    المنظمة الدولية للتربية والثقافة والعلوم «اليونسكو».
2.    المنظمة الإسلامية للتربية والعلوم والثقافة «الالسكو».

## وصلات خارجية
- جامعة مقديشو (بالعربية)/(بالصومالية)/(بالإنجليزية)